# Редкодуб (Прохоровский район)
Редкодуб — хутор в Прохоровском районе Белгородской области. Входит в состав Ржавецкого сельского поселения.

## География
Находится в северной части Белгородской области, в лесостепной зоне, в пределах юго-западного склона Среднерусской возвышенности, вблизи истока реки Разумной, на расстоянии примерно 25 километров (по прямой) к юго-востоку от Прохоровки, административного центра района. Абсолютная высота — 184 метра над уровнем моря.

## История
Северо-восточнее села Казачье в последней трети XVIII века, по имеющимся документам, располагалось урочище Редкодуб. Находилось оно на  пограничных территориях Прохоровского и Корочанского районов, относительно современного территориального деления. Недалеко от урочища образовались два поселения: восточнее деревни Кураковки по северной окраине – владельческое сельцо Редкодуб, и к югу от него – сельцо Редкодуб, недалеко от села Казачье. 
По данным переписи на момент 1886 года в с. Новый Редкодуб, Новооскочанской волости, проживало 178 жителей и было во владении 20 дворов. В 1924 это сельцо уже называется селом и в него входит 71 двор и проживает 449 житель. В 1927 году в селе образовалось товарищество по совместной обработке земли «Редкодубовское».

### Климат
Климат характеризуется как умеренно континентальный, с относительно мягкой зимой и тёплым продолжительным летом. Среднегодовая температура воздуха — 5,4 °C. Средняя температура воздуха самого холодного месяца (января) — −9,2 °C; самого тёплого месяца (июля) — 16,4 — 24,3 °C. Безморозный период длится в среднем 155—160 дней. Годовое количество атмосферных осадков — 527—595 мм, из которых большая часть выпадает в тёплый период.

### Часовой пояс
Хутор Редкодуб как и вся Белгородская область, находится в часовой зоне МСК (московское время). Смещение применяемого времени относительно UTC составляет +3:00.

## Население
| 2002 | 2010 |
| ---- | ---- |
| 32   | ↘22  |

### Половой состав
По данным Всероссийской переписи населения 2010 года в гендерной структуре населения мужчины составляли 45,5 %, женщины — соответственно 54,5 %.

### Национальный состав
Согласно результатам переписи 2002 года, в национальной структуре населения русские составляли 94 %.